# Dorothée-Élisabeth de Brieg
Dorothée-Élisabeth de Brieg (17 décembre 1646 à Breslau – 9 juin 1691 à Dillenburg), est princesse de Nassau-Dillenbourg par le mariage.
Dorothée-Élisabeth est la fille du duc Georges III de Brzeg (1611-1664) et de Sophie-Catherine de Münsterberg (1601-1659).

## Famille
En 1663, Dorothée-Élisabeth de Brieg épouse Henri de Nassau-Dillenbourg (1641-1701), (fils du comte Georges de Nassau-Dillenbourg et d'Anne-Augusta de Brunswick-Wolfenbüttel)
Seize enfants sont nés de cette union :
- Sophie de Nassau-Dillenbourg (1666-1733), en 1695 elle épouse le prince Guillaume-Louis d'Anhalt-Harzgerode (mort en 1709)
- Georges de Nassau-Dillenbourg (1667-1681)
- Albertine de Nassau-Dillenbourg (1668-1719)
- Guillaume II de Nassau-Dillenbourg (1670-1724), prince de Nassau-Dillenbourg, en 1699 il épouse Dorothée de Schleswig-Holstein-Plon (1676-1727), (deux enfants)
- Charles de Nassau-Dillenbourg (1672-1672)
- Adolphe de Nassau-Dillenbourg (1673-tué en 1690 à la bataille de Fleurus)
- Frédérique de Nassau-Dillenbourg (1674-1724)
- Dorothée de Nassau-Dillenbourg (1676-1676)
- Wilhelmine de Nassau-Dillenbourg (1677-1727)
- Frédéric de Nassau-Dillenbourg (1678-1681)
- Charlotte de Nassau-Dillenbourg (1680-1738), en 1706 elle épouse le prince Guillaume de Nassau-Usingen (1684-1718)
- Louis de Nassau-Dillenbourg (1681-1710)
- Jean de Nassau-Dillenbourg (1683-1690)
- Dorothée de Nassau-Dillenbourg (1685-1686)
- Christian de Nassau-Dillenbourg (1688-1739), dernier prince de Nassau-Dillenbourg, en 1725 il épouse Isabelle de Nassau-Dietz (1692-1757), (fille du prince Henri-Casimir II de Nassau-Dietz)